# This is Unmei
Singles de Melon Kinenbi
Denwa Matte Imasu
(2001) Sā! Koibito ni Narō
(2002)
 This Is Unmei  (This is 運命) est le 4e single du groupe de J-pop Melon Kinenbi, sorti le 11 octobre 2001 au Japon sur le label zetima, produit par Tsunku et écrit par Atsushi Shindō. Il atteint la 28e place du classement de l'Oricon, et reste classé pendant trois semaines, se vendant à 12 740 exemplaires durant cette période.
La chanson-titre a été utilisée comme thème musical pour l'émission de TV Tokyo Mr. Marick's Magic Time. Elle figurera d'abord sur la compilation de fin d'année du Hello! Project Petit Best 2 ~3, 7, 10~, puis sur le premier album du groupe, 1st Anniversary de 2003, puis sur ses compilations Fruity Killer Tune de 2006 et Mega Melon de 2008. La chanson en "Face B", Wa! Kaccho E na!, figurera quant à elle sur sa compilation de "Face B" Ura Melon de 2010.

## Liste des titres
1. This Is Unmei  (This is 運命?)
2. Wa! Kaccho E na!  (Wa! かっちょEなッ!?)
3. This Is Unmei (instrumental) (This is 運命...?)